# Ernst Hemming
Ernst Rikard Hemming, född 12 maj 1888 i Ekeberga församling i Kronobergs län, död 12 januari 1962 i Adolf Fredriks församling i Stockholm, var en svensk apotekare.
Ernst Hemming var son till provinsialläkaren Hans Hemming och Anna Georgii samt yngre bror till hovrättsnotarien Fritz Georgii-Hemming och farbror till arkitekten Gösta Georgii-Hemming. Han hade studentexamen från 1905 och apotekarexamen från 1915 men bedrev också studier i Tyskland, Österrike, Tjeckoslovakien och Norge.
Han tjänstgjorde på apotek under perioderna 1908–1913, 1915–1919 och 1925–1934. Han var ombudsman i Sveriges Farmaceutförbund 1919–1924, innehavare av apotek i Lenhovda 1934–1936, ombudsman med mera i Sveriges apotekarförbund 1936–1942, privatist på Apoteket Älgen i Stockholm 1942–1955, ordförande i centralstyrelsen för Sveriges apotekarförbund 1942–1948, ledamot av styrelsen för apotekarkårens ålderstilläggskassa 1944–1948, verkställande direktör i apotekarkårens kreditkassa från 1938, ordförande i apotekarkårens värderingsnämnd 1943–1948, redaktör för Farmaceutisk revy 1918–1924, för Svensk farmakologisk tidskrift 1936–1942 och ledamot av 1946 års läkemedelsutredning från 1950. Han var biträde vid överarbetning av apotekskommitténs betänkande 1922, ordförande i landstormsföreningarna i Stockholm och Uppvidinge 1930–1936 och styrelseledamot i Stockholms landstormsförbund 1931–1934. Han medverkade med artiklar och referat i tidskrifter och dagspress.
Han var först gift med Ottilia (Lilly) Malvina Sjöberg (1879–1955) från Finland och fick en dotter Ulla Margareta Hemming (1915–1993). Andra gången gifte han sig 1942 med Mignon Nilson (1905–1974) från Stockholm, dotter till tjänstemannen Per Nilson och Klara Blom.